# 陸中折居駅
陸中折居駅（りくちゅうおりいえき）は、岩手県奥州市水沢真城（しんじょう）にある、東日本旅客鉄道（JR東日本）東北本線の駅である。

## 歴史

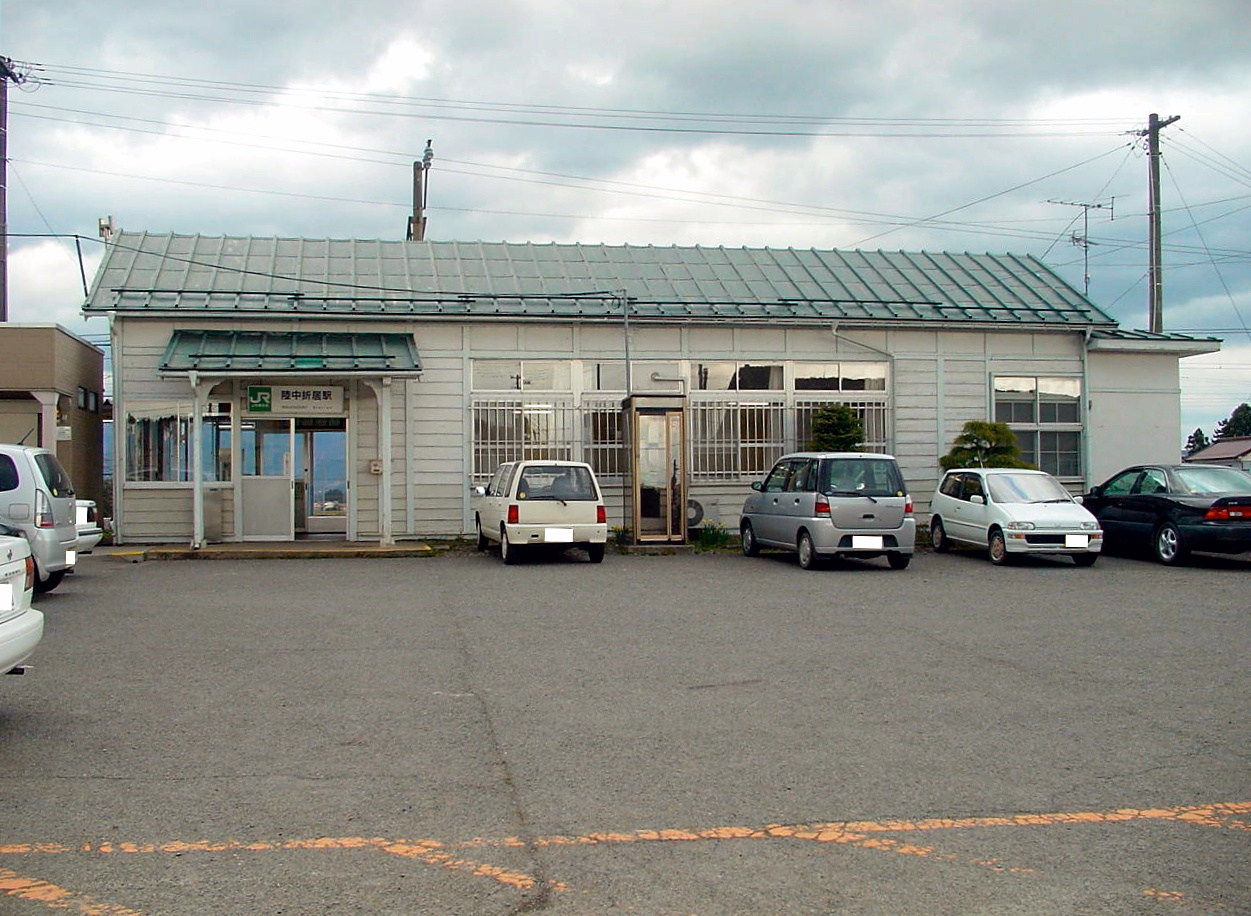
旧駅舎（2007年4月）

1924年（大正13年）に当初は信号場として開設され、1928年（昭和3年）11月25日に駅となった。信号場当時からの木造駅舎が使用されてきたが、東日本大震災で被害を受けたのち同年12月に新駅舎が完成している。

### 年表
- 1924年（大正13年）1月15日：折居信号場として開業する[2][3]。
- 1928年（昭和3年）11月25日：駅に昇格し、陸中折居駅となる[2]（一般駅）[3]。
- 1962年（昭和37年）4月1日：貨物の取り扱いを廃止[3]。
- 1980年（昭和55年）5月1日：荷物の扱いを廃止[3]。無人化[4]。
- 1987年（昭和62年）4月1日：国鉄分割民営化により、JR東日本の駅となる[3]。
- 2011年（平成23年）
  - 10月末：東日本大震災の影響による破損や老朽化のため、旧駅舎の撤去作業が開始される[5]。
  - 12月27日：新駅舎の供用を開始。
- 2015年（平成27年）12月1日：水沢駅の業務委託化に伴い、一ノ関駅長管理下となる。
- 2019年（令和元年）10月1日：簡易自動券売機を廃止し、乗車駅証明書発行機に置き換え。
- 2024年（令和6年）10月1日：えきねっとQチケのサービスを開始[1][6]。

## 駅構造
単式ホーム2面2線を持つ地上駅である。かつては2面3線で、旧2番線（中線）は横取線として線路が残されている。互いのホームは跨線橋で連絡している。
無人駅（一ノ関駅管理）である。木造平屋建て約25平方メートルのメートルの駅舎が2011年12月27日に供用開始されている。バリアフリー対応として駅舎入口にはスロープが設置されている。現在は待合室内の簡易自動券売機が撤去され、乗車駅証明書発行機に置き換えられた。

### のりば
| 番線 | 路線      | 方向 | 行先             |
| ---- | --------- | ---- | ---------------- |
| 1    | ■東北本線 | 下り | 北上・盛岡方面   |
| 2    | ■東北本線 | 上り | 平泉・一ノ関方面 |

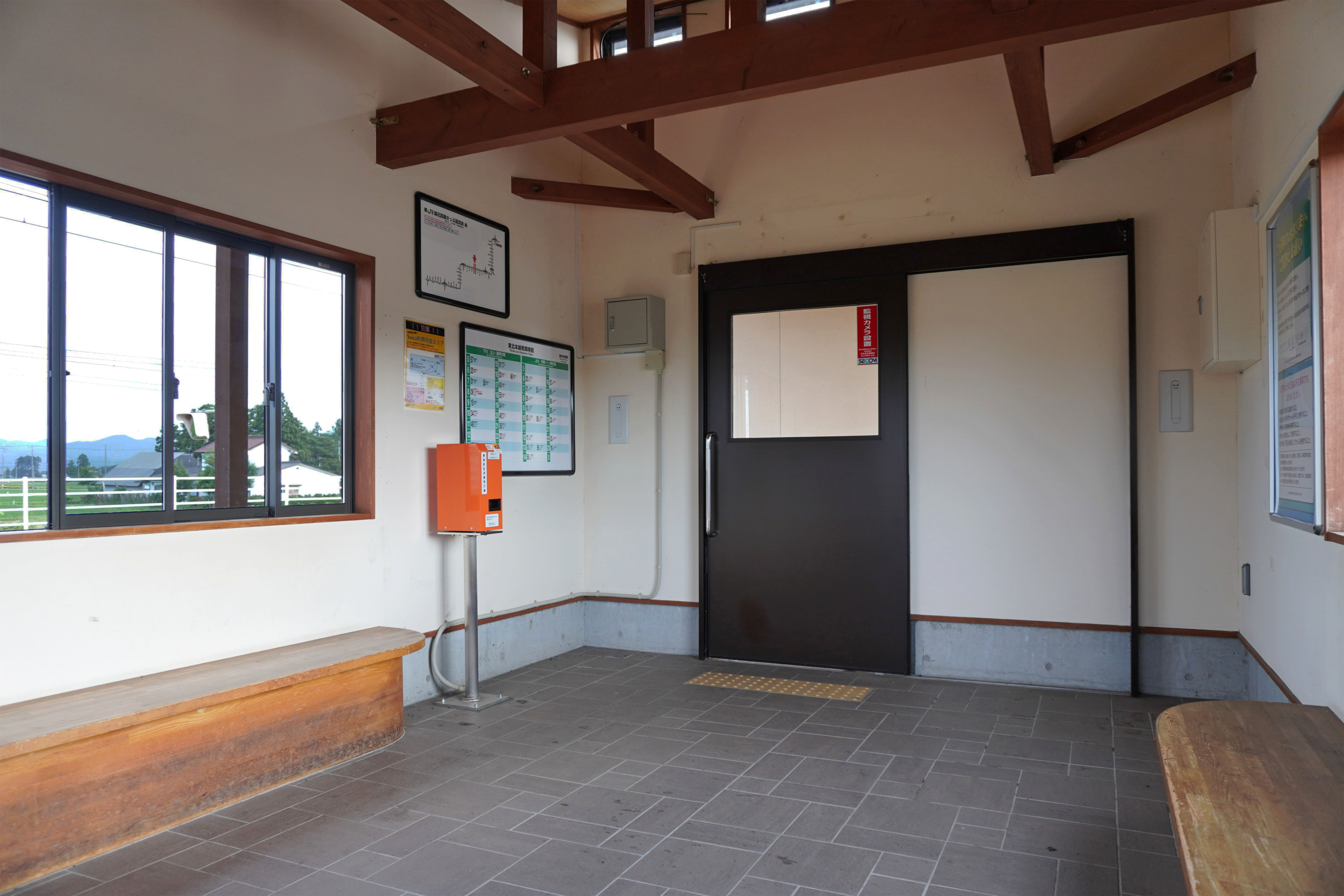
駅舎内（2023年6月）
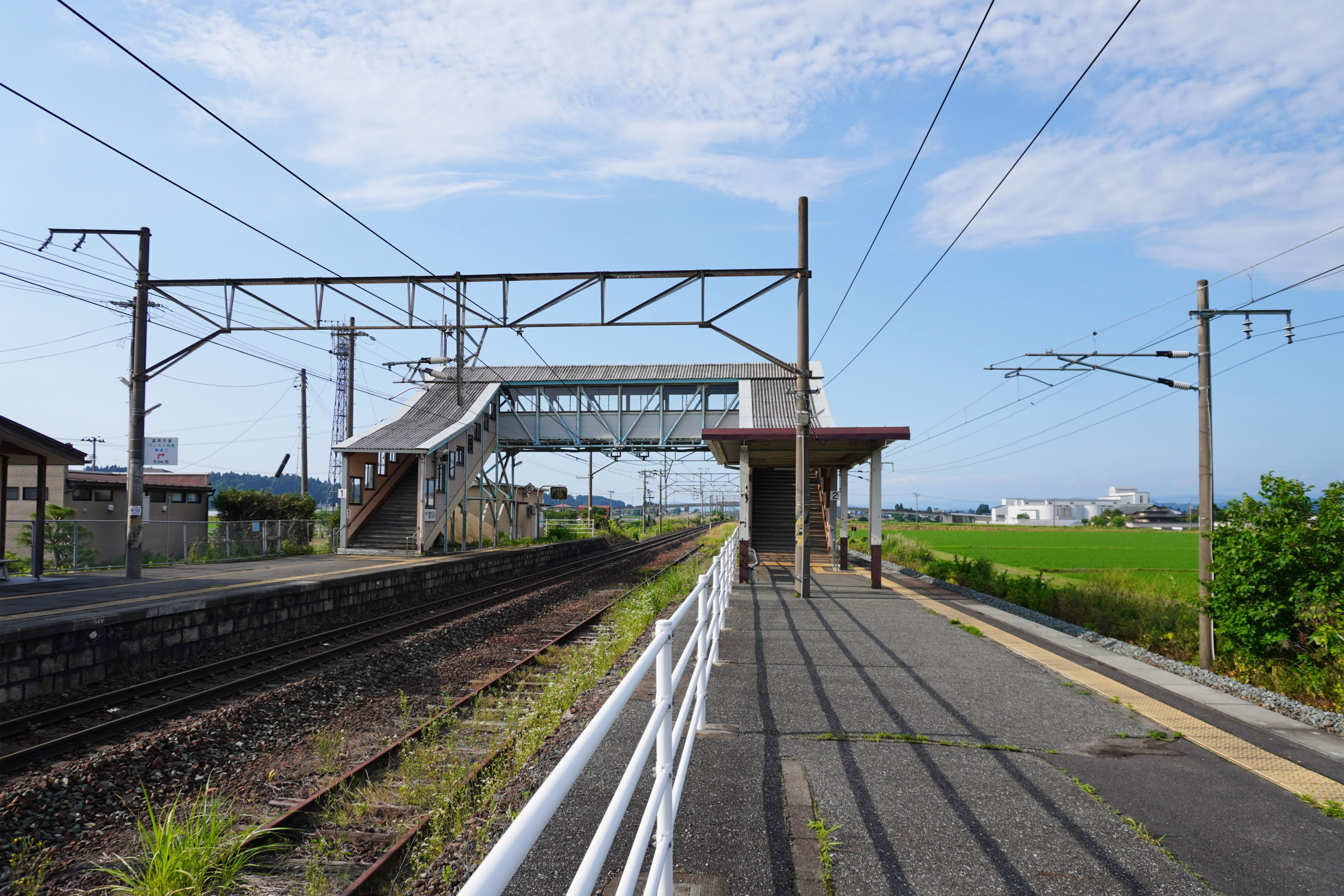
ホーム（2023年6月）

## 駅周辺
駅周辺は一面の水田である。
- 県道175号陸中折居停車場線
- 県道197号田原折居線
- 北上川
- 国道4号[2]
  - 水沢東バイパス（前沢寄りは未開通）
- 国道343号
- 「折居」停留所 - 岩手県交通国道南線
- 真城郵便局

## 隣の駅
東日本旅客鉄道（JR東日本）
■東北本線
前沢駅 - 陸中折居駅 - 水沢駅